# ヘルソン・ガラビト
ヘルソン・イェリス・ガラビト（Gerson Yeris Garabito, 1995年8月19日 - ）は、ドミニカ共和国サン・クリストバル州サン・クリストバル出身のプロ野球選手（投手）。右投右打。KBOのサムスン・ライオンズ所属。

## 経歴

### プロ入りとロイヤルズ傘下時代
2012年9月にアマチュア・フリーエージェントでカンザスシティ・ロイヤルズと契約してプロ入り。
2013年、傘下のルーキー級ドミニカン・サマーリーグ・ロイヤルズでプロデビュー。12試合（先発2試合）に登板して1勝0敗、防御率3.04、17奪三振を記録した。
2014年もルーキー級ドミニカン・サマーリーグ・ロイヤルズでプレーし、13試合に先発登板して2勝1敗、防御率1.28、61奪三振を記録した。
2015年にはアメリカ本土へ渡り、ルーキー級アリゾナリーグ・ロイヤルズでプレー。14試合（先発11試合）に登板して3勝2敗、防御率4.11、42奪三振を記録した。
2016年はA級レキシントン・レジェンズでプレーし、18試合に先発登板して2勝11敗、防御率4.80、61奪三振を記録した。
2017年はルーキー級アリゾナリーグ・ロイヤルズとA級レキシントンでプレーし、2チーム合計で17試合に先発登板して4勝5敗、防御率2.93、74奪三振を記録した。
2018年はA+級ウィルミントン・ブルーロックスでプレーし、26試合に先発登板して8勝6敗、防御率3.16、116奪三振を記録した。
2019年はAA級ノースウエストアーカンソー・ナチュラルズでプレーし、26試合に先発登板して6勝12敗、防御率3.77、113奪三振を記録した。
2020年はCOVID-19の影響でマイナーリーグの試合が開催されなかったため、公式戦の登板は無かった。オフの11月2日にFAとなった。

### ジャイアンツ傘下時代
2020年11月20日にサンフランシスコ・ジャイアンツとマイナー契約を結んだ。
2021年は傘下のAA級リッチモンド・フライングスクウォーレルズとAAA級サクラメント・リバーキャッツでプレーし、2チーム合計で25試合（先発17試合）に登板して3勝6敗1セーブ、防御率4.50、80奪三振を記録した。オフの11月2日にFAとなった。

### レンジャーズ時代
2022年から2年間のシーズン中はどの球団にも所属せず、オフの期間にウィンターリーグでプレーするくらいだった。
2023年12月18日にテキサス・レンジャーズとマイナー契約を結んだ。
2024年は開幕を傘下のAA級フリスコ・ラフライダーズで迎えた。その後、AAA級ラウンドロック・エクスプレスを経て5月26日にメジャー契約を結んでアクティブ・ロースター入りし、同日のミネソタ・ツインズ戦にて先発でメジャーデビュー（3.2回を1失点で勝敗付かず）。
2025年は開幕からマイナー・オプションでAAA級ラウンドロックに配属されたが、3月18日～4月7日、4月24日～4月26日にアクティブ・ロースター入りしていたが、3試合に登板し、8回で自責点8、防御率9.00と振るわず、6月14日に自由契約となった。

### サムスン時代
2025年6月18日にKBOのサムスン・ライオンズと契約を結んだ。

## 詳細情報

### 年度別投手成績
| 年 度    | 球 団    | 登 板 | 先 発 | 完 投 | 完 封 | 無 四 球 | 勝 利 | 敗 戦 | セ 丨 ブ | ホ 丨 ル ド | 勝 率 | 打 者 | 投 球 回 | 被 安 打 | 被 本 塁 打 | 与 四 球 | 敬 遠 | 与 死 球 | 奪 三 振 | 暴 投 | ボ 丨 ク | 失 点 | 自 責 点 | 防 御 率 | W H I P |
| -------- | -------- | ----- | ----- | ----- | ----- | -------- | ----- | ----- | -------- | ----------- | ----- | ----- | -------- | -------- | ----------- | -------- | ----- | -------- | -------- | ----- | -------- | ----- | -------- | -------- | ------- |
| 2024     | TEX      | 18    | 2     | 0     | 0     | 0        | 0     | 2     | 0        | 0           | .000  | 115   | 26.1     | 23       | 4           | 12       | 0     | 4        | 22       | 1     | 0        | 15    | 14       | 4.78     | 1.33    |
| 2025     | TEX      | 3     | 0     | 0     | 0     | 0        | 0     | 0     | 0        | ----        | 41    | 8.0   | 15       | 1        | 1           | 0        | 2     | 8        | 0        | 0     | 12       | 8     | 9.00     | 2.00     |         |
| MLB：1年 | MLB：1年 | 18    | 2     | 0     | 0     | 0        | 0     | 2     | 0        | 0           | .000  | 115   | 26.1     | 23       | 4           | 12       | 0     | 4        | 22       | 1     | 0        | 15    | 14       | 4.78     | 1.33    |

- 2024年度シーズン終了時

### 年度別守備成績
| 年 度 | 球 団 | 投手（P） | 投手（P） | 投手（P） | 投手（P） | 投手（P） | 投手（P） |
| 年 度 | 球 団 | 試 合     | 刺 殺     | 補 殺     | 失 策     | 併 殺     | 守 備 率  |
| ----- | ----- | --------- | --------- | --------- | --------- | --------- | --------- |
| 2024  | TEX   | 18        | 2         | 1         | 0         | 0         | 1.000     |
| MLB   | MLB   | 18        | 2         | 1         | 0         | 0         | 1.000     |

- 2024年度シーズン終了時

### 背番号
- 58（2024年 - 2025年4月26日）
- 60（2025年6月19日 - ）